# Härnösands bilmuseum
Härnösands bilmuseum är ett svenskt privat personbilmuseum i Härnösand.
Bilmuseet grundades 2015 av Calle Lundkvist och hade då 120 utställda bilar. Det hade 2020 omkring 2.000 bilar, varav 220 är utställda. Utställningslokalerna är på 5 000 kvadratmeter. Det är Sveriges största bilmuseum.
Den äldsta bilen är en De Dion-Bouton från 1899. Bland andra bilar finns en Renault Pickup från 1914, en Lincoln brandbil från 1920-talet och en Ford Model B Roadster från 1931 samt en stor samling amerikanska bilar från 1950-och 1960-talen. Det finns också en Mobil-bensinmack från Torsboda i Timrå kommun.